# Ferdinando Rosei
Ferdinando Rosei (Corbara, 21 gennaio 1916 – Milano, 7 gennaio 1980) è stato un militare, aviatore e partigiano italiano che ha contribuito allo sviluppo tecnico aeronautico nel periodo 1934÷1946 come pilota collaudatore della Regia Aeronautica e alla resistenza partigiana.

## Biografia

Camera di pressurizzazione utilizzata per i test di speciale tuta.

Delegazione giapponese alla Savoia Marchetti.

Savoia-Marchetti S.M.93 nelle fasi di test, ai comandi il collaudatore Ferdinando Rosei.

Incidente sulla pista di Guidonia del C.R.32bis pilotato da Ferdinando Rosei, in fase di atterraggio urta un camion dei pompieri che incautamente stava attraversando la pista.

Pilota Rosei posa illeso in piedi sulla carlinga di un Savoia-Marchetti S.M.79 dopo un atterraggio di fortuna per la mancata apertura del carrello

Ferdinando Rosei (spesso abbreviato in Fernando o Nando), figlio di Arnaldo e Elvira Gentili, si appassiona al volo fin da ragazzo e solo al compimento del diciottesimo anno di età poté entrare nella Regia Accademia Aeronautica dove consegue il brevetto di pilota. Viene poi assegnato al reparto Alta Quota del Centro Sperimentale della Regia Aeronautica, presso l'aeroporto di Montecelio, per via dello spiccato interesse nei nuovi progetti e la capacità di saggiare i limiti degli apparecchi, tanto che 1935 era già promosso 1º Aviere.
Sono da attribuire a Rosei i test di messa a punto della particolare tuta utilizzata per i primati di quota del 1937-1938.  Una speciale tuta pressurizzata e riscaldata elettricamente, con un casco a tenuta stagna, simile alle moderne tute astronautiche. I test sono avvenuti sia in camera pressurizzata a terra, al centro sperimentale di Guidonia,  che in volo, con permanenze a quote superiori a 10.000 metri, su un Caproni Ca.113, grazie ai quali l'8 maggio 1937 il colonnello Mario Pezzi poté stabilire il record di quota.

Tracciato del barografo installato sul Caproni Ca.113R, in uno dei primi test in alta quota del 21 dicembre 1937 eseguiti da Rosei.

A fine degli anni trenta del XX secolo, in occasione della visita di una delegazione giapponese per valutare una eventuale fornitura di aerei italiani, si rende protagonista di spericolati looping con un Savoia-Marchetti S.79 Sparviero per evidenziare l'agilità del pesante trimotore.
Il 17 luglio 1940, in piena seconda guerra mondiale, partecipò ad una incursione aerea contro la piazzaforte di Gibilterra ai comandi di un trimotore Savoia-Marchetti S.M.82 Marsupiale in versione "armata". Alle 17:40 del 17 luglio, tre trimotori S.M.82 decollarono da Guidonia arrivando su Gibilterra alle 03:40 del 18 luglio, sganciando le bombe da una quota di 3.500 m. Tutti gli aerei rientrarono alla base. L'incursione fu ripetuta dagli stessi velivoli il 25 luglio. Per l'azione del 18 luglio gli fu conferita la medaglia di bronzo al valor militare.
Nel periodo 1942-1944 prestò servizio come collaudatore presso la SIAI Marchetti dove, tra l'altro, ha eseguito i collaudi del bombardiere a tuffo Savoia-Marchetti S.M.93. Il velivolo aveva la particolare posizione di guida prona allo scopo di prevenire la perdita di conoscenza del pilota nella risalita dell'aereo dopo la vertiginosa picchiata verso il bersaglio. Il 30 gennaio 1944 effettuò alcuni rullaggi sulla pista per familiarizzarsi sui comandi e il giorno dopo effettuò il primo volo con il nuovo aereo. In alcuni voli fu accompagnato dal motorista della Ditta, Giuseppe Ceratti e, entro il 29 marzo, compì 16 voli per un totale di 6 ore e 40 minuti di volo. All'inizio del 1942, presso il Centro Sperimentale di Guidonia, aveva già eseguito i collaudi di una speciale versione del bombardiere a tuffo Savoia-Marchetti S.M.85 caratterizzata da un secondo posto di pilotaggio in posizione prona, realizzata su richiesta del generale Mario Bernasconi.
Successivamente, nell'estate del 1944 fu in servizio presso la Caproni Vizzola per i collaudi dei loro velivoli e dei Messerschmitt Bf 109 tedeschi presenti.
Nel corso della sua attività da pilota incappò in diversi incidenti e atterraggi di fortuna, di cui alcuni con esiti gravi. Fra questi uno scontro con un veicolo dei pompieri che attraversava la pista di Guidonia quando, con un C.R.32bis, si trovava in fase di atterraggio. Gli costò diverse fratture e il ricovero di alcuni mesi, ma nonostante ciò rientra con ferrea volontà in servizio.

### Attività di resistenza partigiana
Dopo l'armistizio, il 15 novembre 1943 si iscrive al Partito Socialista Italiano e partecipò clandestinamente all'attività della resistenza inquadrato nella 2ª divisione "Pajetta", brigata "R. Servadei".
Per le sue capacità professionali, nel corso del 1944 fu incaricato del sabotaggio degli aerei e si rese protagonista di rischiose manovre tese a danneggiare i velivoli a lui affidati. Con i Savoia-Marchetti S.M.82 e successivamente anche con i Messerschmitt Bf 109 compiva voli di prova più prolungati del previsto con l'intento di esaurire lo speciale e prezioso carburante con cui venivano riforniti. Nel periodo assegnato al campo di Vizzola, presso la Caproni, con i Bf 109, chiudeva il carrello prima del compimento del decollo oppure atterrava senza carrello o surriscaldava i motori in volo simulando guasti improvvisi, di fatto rendendo i velivoli inabili al volo. Nell'ottobre del 1944, invece, si sottrasse all'incarico di continuare l'attività in Germania per la Luftwaffe.
Infine, appena terminato il conflitto, il 28 aprile del 1945, durante la sfilata dei patrioti per i festeggiamenti, volava a bassa quota su Milano ai comandi di un Savoia-Marchetti S.79 con la scritta "Valsesia" dipinta sotto le ali e gettando volantini di giubilo alla liberazione.

### Periodo post bellico
Nel 1946 si congeda col grado di maresciallo e nel 1949 si trasferisce in Venezuela dove apre un'officina meccanica, l'anno successivo sarà raggiunto da tutta la famiglia. Rientra in Italia nel 1958 per gli sfavorevoli cambiamenti economici nel paese.
Pochi giorni prima del compimento del sessantaquattresimo anno muore per grave malattia in ospedale a Milano.